# Pablo Rossi (futbolista)
Pablo Manco Rossi  (Rosario, Provincia de Santa Fe, Argentina; 5 de abril de 1992) es un futbolista argentino que se desempeña como mediocampista en campaña de carcaraña de la Liga Cañadense de fútbol de Argentina. También es estudiante de Medicina en la Universidad Nacional de Rosario.

## Trayectoria
Rossi comenzó su carrera en el sistema juvenil del Atlético de Rafaela. En 2012, fue un sustituto no utilizado en los partidos de la Copa Argentina contra el Banfield, por 2-0 al Atlético de Rafaela. Al año siguiente, el miércoles 19 de junio de 2013 hizo su debut oficial, fue un sustituto utilizado en otro partido de la Copa Argentina contra el eventual campeón, San Lorenzo de Almagro.
El 20 de marzo de 2015, después de un exitoso período de prueba, Rossi firmó contrato profesional con el club de la USL Seattle Sounders FC 2. Hizo su debut profesional ese mismo día en una victoria 4-2 sobre Sacramento Republic FC, anotando de tiro libre.

## Clubes
| Club                      | País           | Año             |
| ------------------------- | -------------- | --------------- |
| Atlético de Rafaela       | Argentina      | 2012 - 2013     |
| Seattle Sounders FC 2     | Estados Unidos | 2015 - 2017     |
| Deportivo Pereira         | Colombia       | 2017 - 2018     |
| Las Vegas Lights          | Estados Unidos | 2018            |
| Club Campaña de Carcaraña | Argentina      | 2019 - Presente |